# Mthalith
Les Mthalith, Methalith, Methellit ou Metellit (arabe : المثاليث) sont une confédération tribale arabe issue des Banu Sulaym et établie en Tunisie dans les régions de Sfax, Mahdia et Sousse.

## Histoire

### Origines
L'ancien nom de la confédération est Banu Ali et son fondateur est Amir Ben Jemaa. Lors de son arrivée en Ifriqiya, elle affronte les Ouled Massdan, une autre tribu sulaymite, qui occupent le territoire, et qui migrent par la suite vers le Nord. Le nom Mthalith (qui signifie « les trois ») fait référence aux trois premières tribus de la confédération (Mrah, Ouled Nejm et Battattha) est alors adopté. Par la suite, plusieurs tribus venues de Tripolitaine rejoignirent cette confédération, et le terme Assdass est adopté, même si le nom Mthalith prévaut et reste le nom principal.

### Époque moderne
En 1578, un contrat est mis en place entre les Mthalith et Sidi Mhadheb, chef de la tribu voisine des Mhadhba, qui octroie une part du territoire des Mthalith aux Mhadhba.
Réputés comme « purement guerriers », « braves » et « énergiques », les membres de la tribu jouent comme d'autres un rôle important lors de la lutte armée lors de la colonisation française.
Durant le XIXe siècle, ils sont marginalisés par le pouvoir du fait de leur migration vers Tunis.
Historiquement, les Mthalith ont pour alliés les Aguerba.

## Patrimoine
La tribu possède un patrimoine musical recensé par le Centre des musiques arabes et méditerranéennes, notamment le salihi (صالحي) qui est un chant typique de la tribu, portant le nom du fondateur de ce chant, Salhi Ben Saleh.

## Composition
La confédération est constituée de plusieurs tribus parmi lesquelles :
- Battattha (arabe : البطاطحة) ;
- Mrah (arabe : مراح) ;
- Mraïa (arabe : مراعية) ;
- Ouled Nasser (arabe : اولاد نصر) ;
- Ouled Nejm (arabe : اولاد نجم) ;
- Ouled Selim (arabe : أولاد سليم) ;
- Ouled Zid (arabe : اولاد زيد).

Prosper-Fernand Zaccone rattache la tribu des Aguerba à la confédération des Mthalith.
Au XIXe siècle, la population des Mthalith est d'environ 25 000 personnes.